# Islas Salomón en los Juegos Paralímpicos de Londres 2012
Las Islas Salomón estuvieron representadas en los Juegos Paralímpicos de Londres 2012 por una deportista femenina. El equipo paralímpico salomonense no obtuvo ninguna medalla en estos Juegos.